# Automatgevär m/42
Das Automatgevär m/42 (Ag m/42) war ein schwedisches Selbstladegewehr. Es wurde von Erik Eklund entwickelt, dem Inhaber der Ljungman Pump AB in Malmö.

## Technik

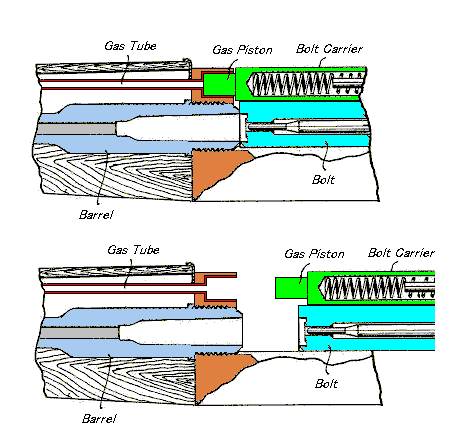
Gassystem

Das Ag m/42 ist ein Gasdrucklader mit Kippblockverschluss. Der Gasdruck wird über einen Gaskanal direkt auf den Verschlussträger geleitet. Das hat den Vorteil, dass weniger Teile für die Funktion der Waffe benötigt werden, vor allem aber bewirkt der Wegfall des Gaskolbens eine ruhige Lage des Gewehrs nach der Schussabgabe und damit eine höhere Trefferdichte. Das zuverlässige Nachladen setzt aber eine speziell auf die Waffe abgestimmte Munition voraus, insbesondere kann Schmauch den Gaskanal zusetzen. Der Verschlussträger gleitet auf dem Verschlussgehäuse, der Gaskanal liegt über dem Lauf.
Nach Abgabe des letzten Schusses verbleibt der Verschlussträger in der hinteren Stellung. Das Trapezmagazin ist nur mit etwas Aufwand auswechselbar, damit es gereinigt werden kann. Zum Laden dienen Ladestreifen, die von oben durch den geöffneten Verschlusskasten eingeführt werden.
Das Gewehr wird mit einer Flügelsicherung gesichert, die hinter dem Verschlussdeckel angebracht ist – ähnlich dem schwedischen Mausergewehr. Rechte Position ist gesichert, links entsichert.
Die Mündungsgeschwindigkeit der 6,5-mm-Munition beträgt 750 m/s.

## Einsatz
In Schweden wurden nur etwa 30.000 Stück gebaut, für eine Waffe in der strukturellen Ausrüstung einer Armee recht wenig. Das Standardgewehr blieb nach wie vor das Repetiergewehr Modell Carl Gustaf M/96. Ab 1964 wurde das Ag m/42 durch das moderne Sturmgewehr AK 4 ersetzt, eine Version des deutschen G3-Gewehres. Das Ag m/42 erwies sich als sehr präzise Waffe, war jedoch recht lang und vor allem schwer.

## Varianten

### m/42B
Beim m/42B wurden kleinere Nachteile des Ursprungsmodells ausgebessert, so erhielt es zum Beispiel ein Gasrohr aus rostfreiem Stahl, da sich gezeigt hatte, dass es sehr korrosionsanfällig war.

### Ägypten
Nach dem Zweiten Weltkrieg verkaufte Schweden Lizenzen und die Fertigungstechnik an Ägypten, wo diese Waffe unter Beteiligung schwedischer Techniker und Ingenieure von der staatlichen Ordnance Factory leicht abgeändert als Gewehr Hakim 42/49 hergestellt wurde. Die Modifikationen umfassten die Umrüstung auf die deutsche Patrone 7,92 × 57 mm sowie die Ergänzung um einen Gasdruckregler. Vom Hakim wurden rund 70.000 Exemplare gebaut, es war mit einer Leermasse von 4,71 kg geringfügig schwerer als das Ag m/42. Die restlichen technischen Daten stimmen überein.
Ebenfalls auf der Basis des Ag m/42 entstand später das Selbstladegewehr Raschid im sowjetischen Kaliber 7,62 × 39 mm, von dem nur etwa 8.000 Stück produziert wurden. Die Lauflänge wurde um 122 mm auf 500 mm gekürzt, die Gesamtlänge der Waffe verringerte sich um 104 mm auf 1016 mm, das Leergewicht sank auf 3,90 kg. Das Projektil der 7,62×39-mm-Munition erreichte eine Mündungsgeschwindigkeit von 735 m/s.
Das Raschid wurde mit einem unter den Lauf klappbaren Bajonett ausgerüstet, das dem Bajonett des sowjetischen Selbstladekarabiners Simonow SKS-45 entspricht.
Nach Einführung der MPi Kalaschnikow bei den ägyptischen Streitkräften endete die Produktion der Hakim- und Raschidgewehre, sie verblieben jedoch weiterhin im Bestand.

### Dänemark
Eine weitere Lizenz wurde an Dänemark vergeben, die Waffe wurde dort aber nicht eingeführt. in Dänemark wurden nur wenige Exemplare des Ag m/42 hergestellt.